# Blubos
Blubos é um género de besouros da família Laemophloeidae . A única espécie conhecida do género é Blubos matris, um grande besouro amarelado (4 mm) com élitros escuros e fasciados. É diferente de todos os outros laemofloeídeos conhecidos pelo fato de as margens laterais do pronoto serem visíveis em vista dorsal. É conhecido a partir dum único espécime coletado há mais de 60 anos na República Democrática do Congo. Desconhece-se a sua biologia ou estágios imaturos.